# Convoi QP 14
Le convoi QP-14 est le nom de code d'un convoi allié durant la Seconde Guerre mondiale. Il fait partie d'une série de convois destinés à ramener les navires alliés des ports soviétiques du nord vers les ports britanniques. Les Alliés cherchaient à ravitailler l'URSS qui combattait leur ennemi commun, le Troisième Reich. Les convois de l'Arctique, organisés de 1941 à 1945, avaient pour destination le port d'Arkhangelsk, l'été, et Mourmansk, l'hiver, via l'Islande et l'océan Arctique, effectuant un voyage périlleux dans des eaux parmi les plus hostiles du monde.
Pendant que le convoi PQ-18 appareille d'Écosse le 2 septembre, le convoi de retour QP-14 démarre de Mourmansk et d'Arkhangelsk le 13 septembre 1942. Dix-sept navires marchands font partie du convoi.

## L'escorte
Elle est composée de :
- 2 cuirassés
  - HMS Anson et HMS Duke of York
- 1 porte-avions
  - HMS Avenger
- 4 croiseurs lourds
  - HMS Cumberland, HMS London, HMS Norfolk, HMS Suffolk
- 3 Croiseurs
  - HMS Jamaica, HMS Scylla, HMS Sheffield
- 4 corvettes de classe Flower
  - HMS Dianella, HMS La Malouine, HMS Lotus, HMS Poppy
- 33 destroyers
  - HMS Amazon, HMS Ashanti, HMS Blankney, HMS Bramble, HMS Bramham, HMS Bulldog, HMS Cowdray, HMS Echo, HMS Eclipse, HMS Eskimo, HMS Faulknor, HMS Fury, HMS Impulsive, HMS Intrepid, HMS Keppel, HMS Mackay, HMS Marne, HMS Meteor, HMS Middleton, HMS Milne, HMS Montrose, HMS Oakley, HMS Offa, HMS Onslaught, HMS Onslow, HMS Opportune, HMS Somali, HMS Tartar, HMS Venomous, HMS Wheatland, HMS Wilton, HMS Windsor, HMS Worcester
- 6 dragueurs de mines
  - HMS Britomart, HMS Halcyon, HMS Hazard, HMS Leda, HMS Salamander, HMS Seagull
- 4 chalutiers armés
  - HMS Ayrshire, HMS Lord Austin, HMT Lord Middleton et HMT Northern Gem
- 2 sous-marins
  - HMS P614 et HMS P615
- 2 navires anti-aériens
  - HMS Alynbank, HMS Palomares, rejoint par le HMS Pozarica pour remplacer l'Alynbank
- 3 pétroliers ravitailleurs de convoi
  - RFA Black Ranger, RFA Grey Ranger et RFA Oligarch
- 2 navires de sauvetage
  - SS Rathlin et SS Zamalek

## U-Boote
Le convoi a été attaqué par sept sous-marins :
- U-251 – Kapitänleutnant Heinrich Timm[3]
- U-255 – Kapitänleutnant Reinhart Reche[4]
- U-403 – Kapitänleutnant Heinz-Ehlert Clausen[5]
- U-408 – Kapitänleutnant Reinhard von Hymmen[6]
- U-435 – Kapitänleutnant Siegfried Strelow[7]
- U-592 – Kapitänleutnant Carl Borm[8]
- U-703 – Kapitänleutnant Heinz Bielfeld[9]

## Composition du convoi[10]
| Nom                        | Pavillon              | Tonnage (GRT) | Notes |
| -------------------------- | --------------------- | ------------- | --- |
| Alcoa Banner (1919)        | États-Unis            | 5 035         | |
| HMS Alynbank               | Royal Navy            |               | Navire anti-aérien (escorteur le 17 sep.) |
| HMS Amazon (D39)           | Royal Navy            |               | Destroyer (escorteur du 15 au 22 sep.) |
| HMS Anson (79)             | Royal Navy            |               | Cuirassé (escorteur du 19 au 22 sep.) |
| HMS Ashanti (F51)          | Royal Navy            |               | Destroyer (escorteur du 17 au 21 sep.) |
| HMS Avenger (D14)          | Royal Navy            |               | Porte-avions d'escorte (escorteur du 17 au 20 sep.) |
| HMS Ayrshire (FY225)       | Royal Navy            |               | Chalutier armé (escorteur du 13 au 25 sep.) |
| Bellingham (1920)          | États-Unis            | 5 345         | Coulé par l'U-435 le 22 septembre à l'ouest de l'île Jan Mayen. Aucun mort ; les survivants sont secourus par le Rathlin |
| Benjamin Harrison (1942)   | États-Unis            | 2 191         | |
| RFA Black Ranger (A163)    | Royal Fleet Auxiliary | 3 417         | Pétrolier d'escorte |
| HMS Blankney (L30)         | Royal Navy            |               | Destroyer (escorteur du 13 au 25 sep.) |
| HMS Bramble (J11)          | Royal Navy            |               | Destroyer (escorteur du 13 au 25 sep.) |
| HMS Bramham (L51)          | Royal Navy            |               | Destroyer (escorteur le 23 sep.) |
| HMS Britomart (J22)        | Royal Navy            |               | Dragueur de mines (escorteur le 13 sep.) |
| HMS Bulldog (H91)          | Royal Navy            |               | Destroyer (escorteur du 14 au 22 sep.) |
| HMS Cowdray (L52)          | Royal Navy            |               | Destroyer (escorteur le 20 sep.) |
| HMS Cumberland (57)        | Royal Navy            |               | Croiseur lourd (escorteur du 14 au 22 sep.) |
| Deer Lodge (1919)          | États-Unis            | 6 187         | |
| HMS Dianella (K07)         | Royal Navy            |               | Corvette (escorteur du 13 au 26 sep.) |
| HMS Duke of York (17)      | Royal Navy            |               | Cuirassé (escorteur du 19 au 22 sep.) |
| HMS Echo (H23)             | Royal Navy            |               | Destroyer (escorteur du 14 au 22 sep.) |
| HMS Eclipse (H08)          | Royal Navy            |               | Destroyer (escorteur du 14 au 22 sep.) |
| Empire Tide (1941)         | Royaume-Uni           | 6 978         | CAM ship (23 passagers à bord) |
| HMS Eskimo (F75)           | Royal Navy            |               | Destroyer (escorteur du 17 au 21 sep.) |
| HMS Faulknor (H62)         | Royal Navy            |               | Destroyer (escorteur du 17 au 25 sep.) |
| HMS Fury (H76)             | Royal Navy            |               | Destroyer (escorteur du 17 au 20 sep.) |
| RFA Grey Ranger (1941)     | Royal Fleet Auxiliary | 3 313         | Pétrolier ravitailleur. Coulé par l'U-435 le 22 septembre à l'ouest de l'île Jan Mayen. 6 morts ; les survivants sont secourus par le Rathlin                                                                               |
| HMS Halcyon (J42)          | Royal Navy            |               | Dragueur de mines (escorteur le 13 sep.) |
| Harmatris (1932)           | Royaume-Uni           | 5 395         | |
| HMS Hazard                 | Royal Navy            |               | Dragueur de mines (escorteur le 13 sep.) |
| HMS Impulsive (D11)        | Royal Navy            |               | Destroyer (escorteur le 25 sep.) |
| HMS Intrepid (D10)         | Royal Navy            |               | Destroyer (escorteur du 17 au 21 sep.) |
| HMS Jamaica (44)           | Royal Navy            |               | Croiseur (escorteur du 19 au 22 sep.) |
| HMS Keppel (D84)           | Royal Navy            |               | Destroyer leader (escorteur du 19 au 22 sep.) |
| HMS La Malouine (K46)      | Royal Navy            |               | Corvette (escorteur du 13 au 26 sep.) |
| HMS Leda (J93)             | Royal Navy            |               | Dragueur de mines (escorteur du 13 au 20 sep.). Coulé par l'U-435 le 20 septembre au sud-ouest du Svalbard. Les survivants sont secourus par les Rathlin et Zamalek.                                                        |
| HMS London (69)            | Royal Navy            |               | Croiseur lourd (escorteur du 14 au 22 sep.) |
| HMS Lord Austin (FY220)    | Royal Navy            |               | Chalutier armé (escorteur du 13 au 25 sep.) |
| HMT Lord Middleton (FY219) | Royal Navy            |               | Chalutier armé (escorteur du 13 au 25 sep.) |
| HMS Lotus (K130)           | Royal Navy            |               | Corvette (escorteur du 13 au 26 sep.) |
| HMS Mackay                 | Royal Navy            |               | Destroyer leader (escorteur du 19 au 22 sep.) |
| HMS Marne (G35)            | Royal Navy            |               | Destroyer (escorteur du 17 au 25 sep.) |
| HMS Meteor (G73)           | Royal Navy            |               | Destroyer (escorteur du 17 au 25 sep.) |
| HMS Middleton (L74)        | Royal Navy            |               | Destroyer (escorteur du 13 au 25 sep.) |
| HMS Milne (G14)            | Royal Navy            |               | Destroyer (escorteur du 17 au 22 sep.) |
| Minotaur (1918)            | États-Unis            | 4 554         | |
| HMS Montrose (D01)         | Royal Navy            |               | Destroyer (escorteur du 19 au 22 sep.) |
| HMS Norfolk (78)           | Royal Navy            |               | Croiseur lourd (escorteur du 14 au 22 sep.) |
| HMT Northern Gem (FY194)   | Royal Navy            |               | Chalutier armé (escorteur du 13 au 25 sep.) |
| HMS Oakley (L98)           | Royal Navy            |               | Destroyer (escorteur le 20 sep.) |
| Ocean Freedom (1942)       | Royaume-Uni           | 7 173         | 8 passagers. Le capitaine du navire est vice-commodore. |
| Ocean Voice (1941)         | Royaume-Uni           | 7 174         | 5 officiers d'état-major de la marine. 25 passagers soviétiques. Coulé par l'U-435 le 22 septembre. Aucun mort ; les survivants sont secourus par les HMS Seagull (J85) et Zamalek, puis débarqués à Scapa Flow et Glasgow. |
| HMS Offa (G29)             | Royal Navy            |               | Destroyer (escorteur du 17 au 25 sep.) |
| RFA Oligarch (1918)        | Royal Fleet Auxiliary | 6 894         | Pétrolier ravitailleur |
| HMS Onslaught (G04)        | Royal Navy            |               | Destroyer (escorteur du 17 au 25 sep.) |
| HMS Onslow (G17)           | Royal Navy            |               | Destroyer (escorteur du 17 au 25 sep.) |
| HMS Opportune (G80)        | Royal Navy            |               | Destroyer (escorteur du 17 au 25 sep.) |
| HMS P614                   | Royal Navy            |               | Sous-marin (escorteur du 17 au 21 sep.) |
| HMS P615                   | Royal Navy            |               | Sous-marin (escorteur du 17 au 21 sep.) |
| HMS Palomares              | Royal Navy            |               | Navire d'artillerie antiaérien (escorteur du 13 au 26 sep.) |
| HMS Poppy (K213)           | Royal Navy            |               | Corvette (escorteur du 13 au 26 sep.) |
| HMS Pozarica               | Royal Navy            |               | Navire antiaérien (escorteur du 13 au 26 sep.) |
| Rathlin (1936)             | Royaume-Uni           | 1 600         | Navire de sauvetage. Dérouté vers Seyðisfjörður le 23 sep. |
| HMS Salamander (J86)       | Royal Navy            |               | Dragueur de mines (escorteur le 13 sep.) |
| Samuel Chase (1942)        | États-Unis            | 7 191         | |
| HMS Scylla (98)            | Royal Navy            |               | Croiseur (escorteur du 17 au 20 sep.) |
| HMS Seagull (J85)          | Royal Navy            |               | Dragueur de mines (escorteur du 13 au 25 sep.) |
| HMS Sheffield (C24)        | Royal Navy            |               | Croiseur (escorteur du 14 au 22 sep.) |
| Silver Sword (1919)        | États-Unis            | 4 937         | Coulé par l'U-255 le 20 septembre. 1 mort ; les survivants sont seocurus par les Rathlin et Zamalek puis débarqués à Glasgow.                                                                                               |
| HMS Somali (F33)           | Royal Navy            |               | Destroyer (escorteur du 17 au 20 sep.) Torpillé par l'U-703 le 20 septembre. Il sombre pendant son remorquage par le HMS Ashanti le 25 septembre. 67 morts ; 35 survivants sont sauvés des eaux glacées de l'Arctique.      |
| HMS Suffolk (55)           | Royal Navy            |               | Croiseur lourd (escorteur du 14 au 22 sep.) |
| HMS Tartar (F43)           | Royal Navy            |               | Destroyer (escorteur du 17 au 25 sep.) |
| Tobruk (1942)              | Pologne               | 7 048         | |
| Troubador (1920)           | Panama                | 6 428         | |
| HMS Venomous (D75)         | Royal Navy            |               | Destroyer (escorteur du 14 au 22 sep.) |
| West Nilus (1920)          | États-Unis            | 5 495         | |
| HMS Wheatland              | Royal Navy            |               | Destroyer (escorteur du 17 au 20 sep.) |
| HMS Wilton (L128)          | Royal Navy            |               | Destroyer (escorteur du 17 au 20 sep.) |
| HMS Windsor (D42)          | Royal Navy            |               | Destroyer (escorteur le 20 sep.) |
| Winston-Salem (1920)       | États-Unis            | 6 223         | |
| HMS Worcester (D96)        | Royal Navy            |               | Destroyer (escorteur le 25 sep.) |
| Zamalek (1921)             | Royaume-Uni           | 1 567         | Navire de sauvetage. 61 survivants, 4 passagers |

## Le voyage

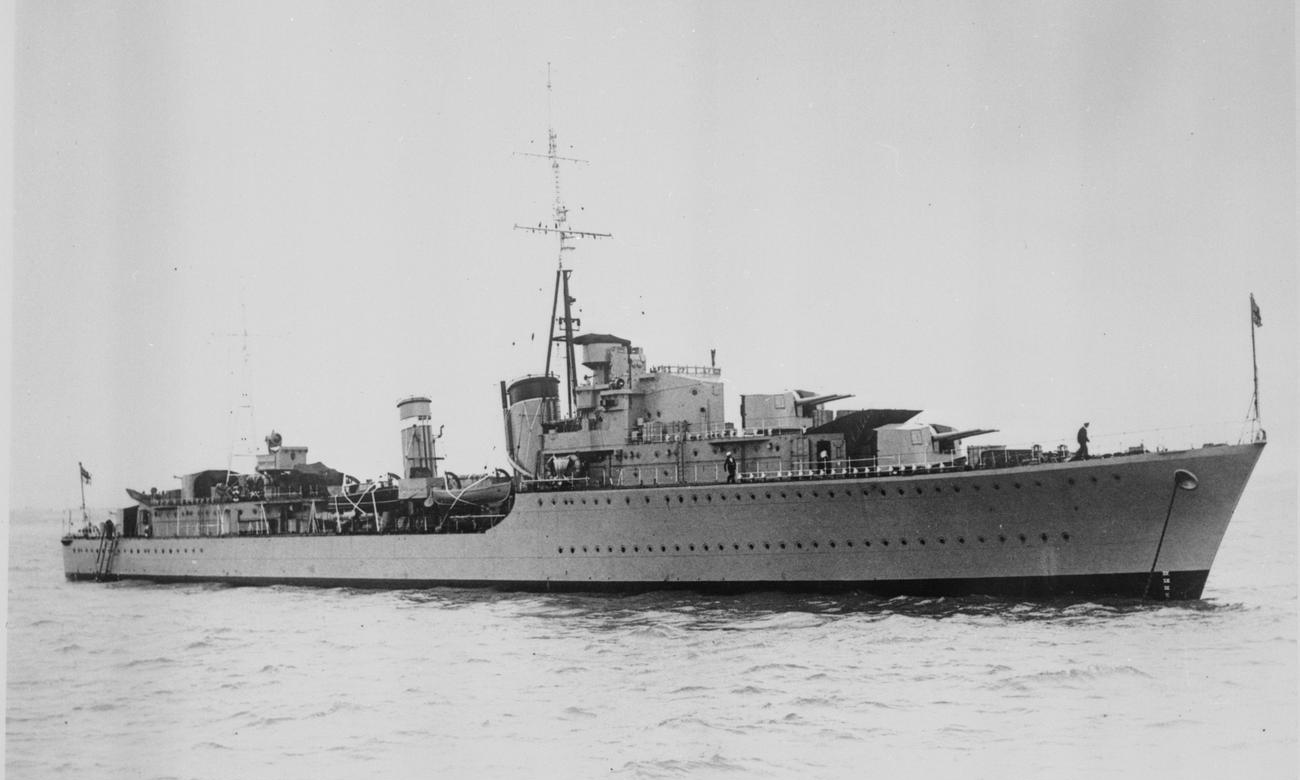
HMS Somali (F33)

Le convoi QP-14 appareille de Mourmansk et d'Arkhangelsk le 13 septembre. Le 18 septembre, le convoi est dévié plus au nord, loin des aérodromes allemands basés en Norvège. Un avion de reconnaissance allemand localise le convoi en le gardant sous observation sans attaquer tout au long de la journée. Les 19 et 20 septembre, un Swordfish patrouillant dans la zone ne signale aucun U-Boot bien que le convoi perde le HMS Somali torpillé par l'U-703, un dragueur de mines torpillé par l'U-435 et un navire marchand torpillé par l'U-255. À 18 h 45, l'Avenger et trois destroyers d'escorte quittent le convoi pour Scapa Flow. Quelques jours après, le convoi perd trois autres navires marchands lors d'une dernière attaque de l'U-435. Composé de dix-sept navires marchands (15 selon d'autres sources,), ils arrivent à neuf au Loch Ewe, en Écosse, le 26 septembre 1942.